# Ladenbergia
Ladenbergia  es un género botánico de plantas con flores en la familia de las Rubiaceae.

## Especies
- Ladenbergia acutifolia, (Ruiz & Pav.) Klotzsch
- Ladenbergia bullata (Wedd.) Standl.
- Ladenbergia brenesii Standl.
- Ladenbergia carua (Wedd.) Standl.
- Ladenbergia ferruginea, Standl.
- Ladenbergia gavanensis, (Schltdl.) Standl.
- Ladenbergia hexandra (Pohl) Klotzsch - quina de Río de Janeiro[2]
- Ladenbergia macrocarpa (Vahl) Klotzsch - quina blanca[2]
- Ladenbergia moritziana quina, Klotzsch
- Ladenbergia oblongifolia (Humb. ex Mutis) L.Andersson - cascarilla amarilla, cascarilla azahar hembra, cascarilla flor de azahar, cascarilla margarita, palo de requesón, quina roja.[2]
- Ladenbergia pavonii, (Lamb.) Standl.
- Ladenbergia pedunculata (H.Karst.) K.Schum
- Ladenbergia rubiginosa, L.Andersson
- Ladenbergia sericophylla Standl.
- Ladenbergia stenocarpa, (Lambert) Klotzsch
- Ladenbergia ulei, Standl.
- Ladenbergia valerii Standl.